# The Faraway Paladin
«Паладин з далекого краю» (яп. 最果てのパラディン, Saihate no Paradin) — серія ранобе, написана Канатою Янаґіно та проілюстрована Кусусаґою Рін. Серіалізація розпочалася у травні 2015 року на веб-сайті Shōsetsuka ni Narō. Пізніше його придбало видавництво Overlap, яке опублікувало чотири томи з березня 2016 року під своїм видавництвом Overlap Bunko. Манґа-адаптація з ілюстраціями Муцумі Окухасі виходила онлайн на сайті Comic Gardo видавництва Overlap з вересня 2017 року і була зібрана у дванадцяти томах у вигляді танкобонів. І ранобе і манґа ліцензовані в Північній Америці видавництвом J-Novel Club. Аніме-адаптація телесеріалу від Children's Playground Entertainment вийшла в ефір з жовтня 2021 по січень 2022 року. Другий сезон від OLM та Sunrise Beyond транслювався з жовтня по грудень 2023 року.

## Сюжет
У місті мертвих, що давно лежить у руїнах і далеко від людської цивілізації, живе єдина людська дитина. Його звуть Вілл і його виховують троє нежиті: міцний скелет-воїн Блад, витончена муміфікована жриця Мері та буркотливий привид-чарівник Гас. Вони віддають хлопцю всю свою любов і навчають його всього, що знають.
Але одного дня Вілл починає замислюватися: «Хто я?» Він мусить розгадати таємниці цієї далекої землі мертвих і відкрити приховане минуле нежиті. Він має пізнати любов і милосердя добрих богів, а також фанатизм і безумство злих. І коли він осягне все, хлопець зробить перший крок на шляху до того, щоб стати паладином.
«Я обіцяв тобі. Це займе час, але я розповім тобі все. Це історія про загибель багатьох героїв. Це історія про те, як ми померли і про причину, чому ти виріс тут.»

## Персонажі
Вільям Г. Меріблад (яп. ウィリアム・G・マリーブラッド, Wiriamu G Marīburaddo) / Вілл (яп. ウィル, Wiru)
Сейю: Макі Кавасе (вдитинстві), Сьоя Чіба 
Людський хлопчик, який перевтілився з нашого світу та зберіг свої минулі спогади, живучи в місті мертвих. Його виховують Мері та Блад, а Гас навчає магії. Досягнувши повноліття, він дізнається правду про Бога Нежиті Стагнейта, чий відгомін він зрештою долає, уклавши новий контракт із Грейсфіл — Богинею Світла.
Блад (яп. ブラッド, Buraddo)
Сейю: Конісі Кацуюкі
Скелет-воїн, прийомний батько Вілла та його наставник у бою. У минулому, будучи людиною, поклонявся Блейзу, богу вогню та технологій.
Мері (яп. マリー, Marī)
Сейю: Хоріе Юї
Муміфікована жриця та прийомна мати Вілла. Навчала його основним повсякденним навичкам. Часто подавала йому хліб, який як Вілл пізніше дізнався, отримувала через молитву і його вживання було актом причастя. Вона дала обітницю слідувати волі Матері — богині землі, але змушена була укласти контракт зі Стагнейтом, богом нежиті, щоб продовжити своє існування та охороняти печатку Демонічного Верховного Короля, якого вона, Блад і Гас не змогли знищити. Через цю зраду щоразу, коли вона молиться Матері, її тіло охоплює полум'я.
Август (яп. オーガスタス, Ōgasutasu) / Гас (яп. ガス, Gasu)
Сейю: Нобуо Тобіта
Привид-чарівник, прийомний дід Вілла та його наставник у магії й економіці. Дратівливий старий, який не любив обмежень, тому дав обітницю Вихору — богу вітру, щоб жити так як сам обере і насолоджуватися життям.
Менелдор (яп. メネルドール, Menerudōru) / Менел (яп. メネル, Meneru)
Сейю: Аюму Мурасе
Напівельф-лучник, якого Вілл зустрічає на своєму шляху після виходу з дому. Незважаючи на різкість і замкнутість через попередній гіркий досвід, з часом він приймає Вілла як першого справжнього друга у своєму житті.
Грейсфіл (яп. グレイスフィール, Gureisufīru)
Сейю: Аой Юкі
Богиня, якій Вілл присвятив себе. Донька богів Матері (богині землі та виховання дітей) і Волта (бога справедливості та блискавок). Відповідає за супровід душ померлих назад у коло переродження, використовуючи свій ліхтар. Її вплив у світі згас, тому Вілл намагається відродити її віру. Зрештою він зізнається Грейсфіл у своїх почуттях, на що вона відповідає м'якою, але не зовсім відмовною реакцією.
Стагнейт (яп. スタグネイト, Sutaguneito)
Сейю: Такахасі Хірокі
Бог Нежиті, з яким уклали контракт Блад, Мері та Гас. Старша донька Матері та Волта, старша сестра Грейсфіл. Хоча вона жіночої статі, її відгомін набуває чоловічої форми.
Тоніо (яп. トニオ)
Сейю: Кодзі Юса
Мандрівний торговець, з яким Вілл подружився.
Робіна Гудфеллоу (яп. ロビィナ・グッドフェロー, Robiina Guddoferō) / Бі (яп. ビィ, Bii)
Сейю: Ері Сузукі
Бард-напіврослик. Співає, розповідає історії, а в аніме грає на трьохструнному ребеку.
Есельбальд Рекс Саусмарк (яп. エセルバルド・レックス・サウスマーク, Eserubarudo Rekkusu Sausumāku)
Сейю: Ацуші Тамару
Престолонаслідник королівства Саусмарк та правитель міста Вайтсейлз.
Барт Беглі (яп. バート・バグリー, Bāto Bagurī)
Сейю: Мінору Інаба
Єпископ, який очолює храм у Вайтсейлзі. Хоча має грубий характер, турбується про інших. Відмовляється проводити повні церемонії без належної причини, вважаючи це марнуванням сил.
Анна (яп. アンナ, Anna)
Сейю: Кейко Ватанабе
Послушниця храму у Вайтсейлзі, прийомна донька єпископа Барта. Пізніше стає дружиною Рейстова.
Рейстов (яп. レイストフ, Reisutofu)
Сейю: Кенджі Номура
Авантюрист, якого Вілл наймає у Вайтсейлзі. Родом із гірського племені в регіоні, відомому як Волтове Вогнище. Став воїном, щоб помститися за свою сім'ю, знищену сусіднім селом, але згодом відмовився від помсти й здобув славу хороброго воїна-авантюриста.
Віндальфр (яп. ヴィンダールヴ, Vindāruvu) / Аль (яп. ルゥ, Rū)
Сейю: Го Сіномія
Молодий дворф, нащадок і спадкоємець Аурвангера, останнього короля дворфів перед падінням їхнього королівства у Залізних Горах під натиском демонічних орд. Доброзичливий і уважний, але через тиск очікувань свого народу став сором'язливим і замкненим. Завдяки підтримці Вілла стає його зброєносцем і супутником у мандрах.
Гелрейз (яп. ゲルレイズ, Gerureizu)
Сейю: Кенічіру Мацуда

## Медіа

### Ранобе
Автором серії є Каната Янаґіно, а ілюстратором — Кусусаґа Рін. Серіалізація розпочалася у травні 2015 року на сайті Shōsetsuka ni Narō. Пізніше його придбало видавництво Overlap, яке опублікувало чотири томи з березня 2016 року під своєю маркою Overlap Bunko. J-Novel Club ліцензував серію для публікації англійською мовою.
| №   | Назва                                                        | Дата виходу     | ISBN                   |
| --- | ------------------------------------------------------------ | --------------- | ---------------------- |
| 1   | The Boy in the City of the Dead 死者の街の少年               | 25 березня 2016 | ISBN 978-4-86554-104-5 |
| 2   | The Archer of Beast Woods 獣の森の射手                       | 25 липня 2016   | ISBN 978-4-86554-137-3 |
| 3.1 | (Primus) The Lord of the Rust Mountains 〈上〉鉄錆の山の王   | 25 грудня 2016  | ISBN 978-4-86554-177-9 |
| 3.2 | (Secundus) The Lord of the Rust Mountains 〈下〉鉄錆の山の王 | 25 грудня 2016  | ISBN 978-4-86554-176-2 |
| 4   | The Torch Port Ensemble 灯火の港の群像                       | 25 вересня 2017 | ISBN 978-4-86554-256-1 |

### Манґа
Манґа-адаптація з ілюстраціями Муцумі Окухаші виходила онлайн на сайті Overlap's Comic Gardo з 25 вересня 2017 року. Манґа зібрана у дванадцяти томах у форматі танкабонів. J-Novel Club також публікує манґу англійською мовою.
| №  | Дата виходу (Japanese) | ISBN (Japanese)        |
| -- | ---------------------- | ---------------------- |
| 1  | 25 березня 2018        | ISBN 978-4-86-554334-6 |
| 2  | 25 жовтня 2018         | ISBN 978-4-86-554411-4 |
| 3  | 25 квітня 2019         | ISBN 978-4-86-554486-2 |
| 4  | 25 жовтня 2019         | ISBN 978-4-86-554565-4 |
| 5  | 25 травня 2020         | ISBN 978-4-86-554671-2 |
| 6  | 25 листопада 2020      | ISBN 978-4-86-554795-5 |
| 7  | 25 квітня 2021         | ISBN 978-4-86-554899-0 |
| 8  | 25 вересня 2021        | ISBN 978-4-82-400010-1 |
| 9  | 25 березня 2022        | ISBN 978-4-82-400140-5 |
| 10 | 25 жовтня 2022         | ISBN 978-4-82-400321-8 |
| 11 | 25 квітня 2023         | ISBN 978-4-82-400482-6 |
| 12 | 25 вересня 2023        | ISBN 978-4-82-400621-9 |
| 13 | 25 березня 2024        | ISBN 978-4-82-400781-0 |

### Аніме
Адаптація аніме-серіалу була анонсована 17 квітня 2021 року. Серіал анімований студією Children's Playground Entertainment і знятий режисером Юу Нобута, Тацуя Такахасі відповідав за сценаріями серіалу, Кодзі Ханеда розробляв персонажів, а Рюічі Такада і Кейґо Хоаші з MONACA написали музику. Серіал транслювався на каналах Tokyo MX, AT-X та BS NTV з 9 жовтня 2021 року по 3 січня 2022 року. Початкова тема — «Священний факел» у виконанні H-el-ical//, а завершальна тема — «Shirushibi» (яп. 標火, «Знак вогню») у виконанні Нагі Янаґі. Crunchyroll транслював серіал за межами Азії та Океанії (за винятком Австралії та Зеландії), тоді як Medialink ліцензував серіал у Південній Азії, Південно-Східній Азії та решті Океанії, а також ліцензував його з Disney+ через контент-хаб Star у Тайвані, Гонконгу та окремих країнах Південно-Східної Азії. 28 жовтня 2021 року Crunchyroll оголосив, що серіал отримає англійський дубляж, прем'єра якого відбулася 27 листопада 2021 року.
25 грудня 2021 року було оголошено про початок виробництва другого сезону. Під назвою «The Faraway Paladin: The Lord of Rust Mountain» його вироблятимуть OLM та Sunrise Beyond, режисером сезону став Акіра Іванаґа, а Тацуя Араї разом із Кодзі Ханедою розробили дизайн персонажів. Він транслювався з 7 жовтня по 23 грудня 2023 року. Початкова тема — «Meika» (яп. 命火, «Вогонь життя») у виконанні Наґі Янаґі, а заключна тема — «Puzzle» (яп. パズル, «Пазл») у виконанні Котоко. 20 жовтня 2023 року Crunchyroll оголосив, що другий сезон почне транслюватися наступного дня після випуску.